# Brillenkäuze
Die Brillenkäuze sind eine Gattung von Eulen innerhalb der Familie der Eigentlichen Eulen. Die Eulen dieser Gattung kommen ausschließlich im tropischen und subtropischen Amerika von Mexiko bis nach Argentinien vor.

## Merkmale
Brillenkäuze sind verhältnismäßig große Eulen. Sie erreichen Körperlängen von 41 bis 52 Zentimetern. Charakteristisch für Brillenkäuze ist ein Fehlen von Federohren. Der Kopf wirkt rundlich. Alle vier Arten weisen im Gesicht weißliche bis ockerfarbene Partien auf, die der Augenpartie etwas Brillenähnliches verleihen und zu dem im Deutschen üblichen Namen geführt haben. Die Augen sind groß und variieren von orangegelb bis schwarzbraun. Die Krallen sind kräftig ausgebildet. Die Kehle und der Vorderhals sind vom übrigen Körpergefieder durch ein Band getrennt, das sich farblich abhebt. 

## Arten
Traditionell werden drei Arten zur Gattung der Brillenkäuze gerechnet. Claus König und Friedhelm Weick unterscheiden in ihrer 2008 erschienenen Eulen-Monographie mit dem Kurzbrauen-Brillenkauz noch eine vierte Art, die in älterer Literatur als Unterart des Brillenkauzes behandelt wird. Nach Ansicht der beiden Ornithologen ist es gerechtfertigt, diese Art als eigenständig zu behandeln, da sich das Lautrepertoire von dem des Brillenkauzes unterscheidet und auch zahlreiche Unterschiede im Gefieder bestehen. Insgesamt werden daher folgende Arten beschrieben:
- Brillenkauz (P. perspicillata)
- Kurzbrauen-Brillenkauz (Pulsatrix pulsatrix)
- Gelbbrauenkauz (P. koeniswaldiana)
- Bindenkauz (P. melanota)